# Florenverfälschung
Florenverfälschung ist eine nachteilige Veränderung der Pflanzenwelt eines Gebiets, mit dem Fachbegriff als dessen Flora bezeichnet, durch das Einbringen nicht gebietsheimischer Pflanzenarten oder auch von Pflanzen, die zwar heimischen Arten, aber Sippen dieser Art nicht gebietseigener Herkunft angehören. Florenverfälschung bedroht die Biodiversität einerseits durch direkte Verdrängung der gebietseigenen Sippen, anderseits erhöht sie die Wahrscheinlichkeit von deren Aussterben durch Einkreuzen von Merkmalen von nicht an den besonderen Standort oder das Regionalklima adaptierten Sippen, wie Unterarten, Varietäten oder Ökotypen, oder von kultivierten oder Gärtnereisippen bzw. von gentechnisch veränderten Sippen oder Arten, mit verminderter natürlicher Fitness. Diese Bedrohung durch genetische Introgression ist schwerer nachweisbar, kann aber auf längere Sicht tatsächlich bedrohlicher sein.
Für die Tierwelt, mit dem Fachbegriff Fauna genannt, existiert der analog gebildete Ausdruck Faunenverfälschung. Dieser ist aber weit weniger verbreitet.

## Grundlagen
Florenverfälschung kann auf unbeabsichtigte Einschleppung fremder Arten oder Ökotypen zurückgehen. Meist beruht sie aber auf deren absichtlicher Einführung und Etablierung, oft „Ausbringung“ genannt, durch den Menschen. Früher waren das manchmal Anpflanzungen attraktiver Arten in der Landschaft zur „Landesverschönerung“, von Botanikern „Ansalbung“ genannt. Heute weitaus bedeutsamer sind aber Begrünungsmaßnahmen, zum Beispiel zur Eingrünung von Bauwerken, zur Renaturierung devastierter Flächen nach Erdarbeiten, Baumaßnahmen oder Bergbau, zur gärtnerischen, land- oder forstwirtschaftlichen Nutzung oder auch als Kompensationsmaßnahmen des Naturschutzes, um andernorts gemachte Eingriffe zu mindern oder auszugleichen. Um der Florenverfälschung entgegenzuwirken, wird daher im Bundesnaturschutzgesetz, in Handbüchern und Richtlinien der Einsatz gebietseinheimischer (Fachbegriff: autochthoner) Herkünfte gefordert.
Zur Florenverfälschung bei Begrünungen kommt es oft unbeabsichtigt, weil Ingenieure und Planer darauf vertrauen, dass mit einem wissenschaftlichen Artnamen bezeichnete Taxa einheitlich reagierende, evolutionäre Einheiten darstellen, und die Unterschiede von Sippen innerhalb einer Art unterschätzen. Oft sind zudem die vom Handel angegebenen Namen falsch oder werden in einem anderen Sinn als in der botanischen Fachliteratur verwendet (zum Beispiel bei für Begrünungen eingesetzten Grasarten). Insbesondere tragen aber oft standardisierte Verfahren, wie der Einsatz von Regel-Saatgut-Mischungen oder europaweit einheitlich gezüchtete Sorten in Baumschulen, zur Florenverfälschung bei.

## Rechtliche Regelung
Im deutschen Naturschutzrecht soll der § 40 (Nichtheimische, gebietsfremde und invasive Arten) im Bundesnaturschutzgesetz der Florenverfälschung entgegenwirken. Das Ausbringen von Pflanzen gebietsfremder Arten in der freien Natur steht demnach unter einem behördlichen Genehmigungsvorbehalt. Ausgenommen davon ist allerdings der Anbau von Pflanzen in der Land- und Forstwirtschaft. Für das Ausbringen von Gehölzen und Saatgut außerhalb ihrer Vorkommensgebiete galt eine Übergangsregelung bis einschließlich 1. März 2020; bis dahin war dieses also erlaubt. Eine „Art“ im Sinne des Gesetzes ist dabei jede Art, Unterart oder Teilpopulation einer Art oder Unterart, der Begriff wird also abweichend zur biologischen Nomenklatur verwendet. Eine gebietsfremde Art im Sinne der Vorschrift kann auch eine „heimische“ Art (das ist jede Art, die in Deutschland wild lebend verbreitet ist) sein. Verboten ist das Ausbringen nur in die freie Natur; das sind im Sinne des Gesetzes unbebaute, nicht umfriedete Flächen; also sind zum Beispiel Hausgärten ausgenommen.